# Kathedrale von Nardò

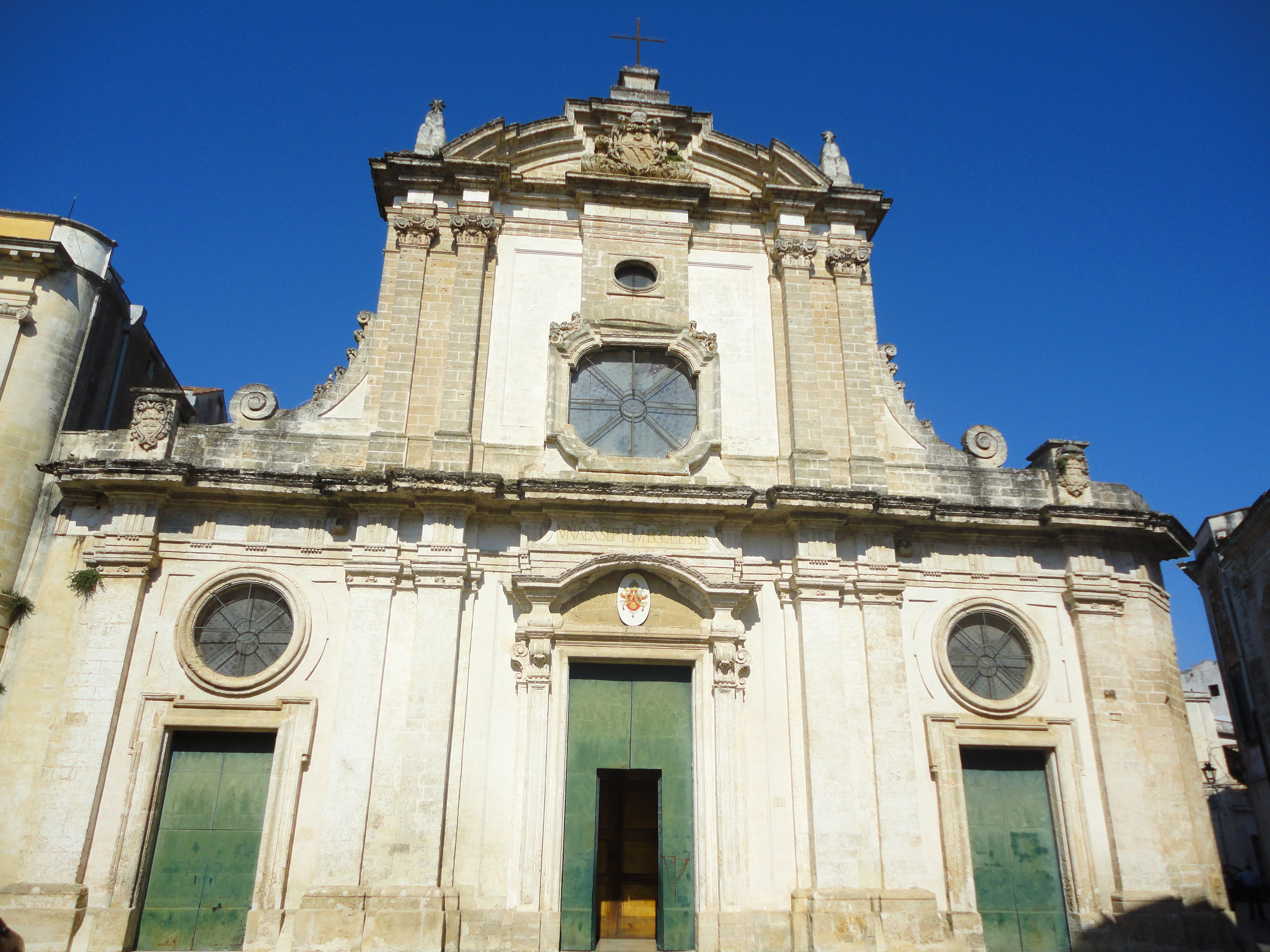
Kathedrale von Nardò

Die Kathedrale von Nardò oder die Kathedralbasilika Mariä Himmelfahrt (italienisch Basilica Cattedrale di Santa Maria Assunta) ist eine Kirche im süditalienischen Nardò, Apulien. Die Kathedrale des Bistums Nardò-Gallipoli ist Mariä Aufnahme in den Himmel gewidmet und hat den Rang einer Basilica minor. Die ursprünglich romanische Kirche wurde unter anderem nach Erdbeben mehrfach umgestaltet und erhielt eine barocke Fassade.

## Geschichte
Von einer frühchristlichen Vorgängerkirche sind noch Halbsäulen erhalten und sichtbar, ohne dass es dazu schriftliche Quellen gibt. Unter normannischer Herrschaft wurde 1088 die Kirche einer Benediktinerabtei errichtet. Um 1249 wurde in der Apsis des rechten Seitenschiffes ein Altar der Maria de Nerito errichtet, von den Fresken wurden Spuren gefunden. Die Bögen zum Nordschiff wurde in dieser Zeit vermutlich nach Erdbeben gotisch neu errichtet. Der Boden wurde um 40 Zentimeter angehoben. In der zweiten Hälfte des 13. Jahrhunderts wurde der Kirchturm errichtet, der Chor wurde umgestaltet und auf zwanzig Chorstände vergrößert.
Im 14. Jahrhundert wurde der Turm zur Vergrößerung der Kirche eingebunden, die auch eine neue Fassade erhielt. Ab 1380 wurden verschiedene Seitenkapellen und Altäre ergänzt, die später im 17. Jahrhundert umgestaltet wurden. Zum Ende des Jahrhunderts erhob Papst Clemens VII. die Abteikirche 1387 zur Kathedrale, was 1401 durch Papst Bonifatius IX. revidierte, bevor sie 1413 dauerhaft zur Kathedrale wurde.
Mitte des 15. Jahrhunderts mussten nach Erdbeben erneute Stabilisierungsmaßnahmen an den Säulen und Bögen durchgeführt werden, wonach eine Ausmalung mit Fresken erfolgte. Zu Beginn des 18. Jahrhunderts erfolgte eine umfassende Barockisierung mit neuer Fassade, Hauptaltar und Renovierung der Seitenkapellen durch den Architekten Ferdinando Sanfelice. 1743 wurde die Stadt Nardò einschließlich der Kirche durch ein Erdbeben schwer beschädigt. Der danach wiederaufgebaute Kirchturm fiel nach einem Blitzschlag 1815 in das linke Kirchenschiff.
Von 1892 bis 1899 wurden bei notwendigen Restaurierungen der barocke Stuck entfernt und eine mittelalterlich anmutende, mit Fresken versehene Innengestaltung im romanisch-gotischen Stil geschaffen.
Die Kirche wurde 1879 zum Nationaldenkmal erklärt und erhielt 1980 durch Papst Johannes Paul II. den Titel einer Basilica minor verliehen.

## Bauwerk
Hinter einem kleinen Vorplatz erhebt sich die barocke Fassade der normannisch-romanischen Kirche. Die Basilika ist mit beidseitig sechs Bögen auf quadratischen Säulen in drei Kirchenschiffe gegliedert, während die Bögen zum linken Seitenschiff gotisch-spitz ausgeführt sind, wurden die auf der rechten Seite rund gestaltet. Alle drei Schiffe sind mit Apsiden geschlossen, die Apsiden der Seitenschiffe sind als Kapellen gestaltet. Die Überdachung des Langhauses ist mit Balkendecken ausgeführt, nur der Chor und die benachbarten Apsiskapellen besitzen ein Kreuzgewölbe. Neben dem Altar steht das Chorgestühl aus Walnuss von 1590. Wesentlicher Teil der Innengestaltung sind die zahlreichen fragmentarischen Freskenzyklen aus dem 13. bis 15. Jahrhundert. An der linken Seitenwand hängt ein bedeutendes Kruzifix des Cristo Nero. Das byzantinische Zedernholzkreuz soll noch aus der älteren Basilianerkirche stammen. Bei einem Sarazenenüberfall soll es der Legende nach beschädigt worden sein, der blutende kleine Finger soll die Sarazenen verschreckt haben.